# Чкония, Даниил Соломонович
Дании́л Соломо́нович Чко́ния (19 февраля 1946, Порт-Артур — 25 сентября 2023, Кёльн, Северный Рейн-Вестфалия) — советский, российский и немецкий поэт, писатель, журналист, публицист, литературный критик. Лауреат «Русской премии» (2015), лауреат премии имени Владимира Сирина (Набокова) (2015), лауреат поэтического марафона «Сокровенные свирели» (2014).

## Биография
Родился 19 февраля 1946 году в Порт-Артуре, в семье участников Великой Отечественной войны — военного врача Соломона Даниловича Шнейдера (род. 1919), уроженца Мариуполя, капитана медицинской службы, кавалера ордена Красной Звезды, и зубного врача Кето Герасимовны Шнейдер (Чкония, род. 1921), родом из Кутаиси, старшего лейтенанта медицинской службы, также кавалера ордена Красной Звезды. Позднее, в школьные годы Даниила, семья переехала в Мариуполь, где он и завершил обучение в школе. В дальнейшем проходил обучение на филологическом факультете Бердянского педагогического института, затем Донецкого и Тбилисского университетов.
В 1973 году успешно окончил Литературный институт им. М. Горького в Москве. Обучался на кафедре художественного перевода.
С 1973 года стал трудиться консультантом в правлении Союза писателей Грузии, а с 1975 года стал работать в Москве консультантом правления Союза писателей СССР по грузинской литературе. В последующие годы назначен старшим редактором Литературной консультации Союза писателей СССР, а затем был переведён на должность старшего редактора редакции поэзии народов СССР в издательстве «Советский писатель». С 1994 по 1995 годы работал в аппарате Комитета Государственной Думы Российской Федерации по образованию, науке и культуре.

### Эмиграция в Германиию
В 1996 году переехал на постоянное место жительство в Кёльн в Германию.
В Германии проводил редактирование «Литературных ведомостей», являлся членом редакционной коллегии журнала «Родная речь». На протяжении длительного времени был автором рубрики «Литературный Рейн» в журнале «Партнер». С 2005 по 2009 годы работал главным редактором журнала русской литературы «Зарубежные записки». В дальнейшем работал заместителем главного редактора журнала «Эмигрантская лира».
Умер 25 сентября 2023 года в Кёльне.

## Литературное творчество
В 1965 году в мариупольской газете «Приазовский рабочий» были опубликованы его первые поэтические произведения. В 1967 году в журнале «Донбасс» также состоялись первые журнальные публикации его стихов. В дальнейшем его литературное творчество, рецензии и статьи публиковались: в журналах «Дружба народов», «Юность», «Урал», «Октябрь», «Литературная Грузия», «Детская литература», в «Литературной газете», а также в многочисленных альманахах и молодежных сборниках. Чкония перевёл на русский язык более двадцати книг прозаиков и поэтов Северного Кавказа и Грузии. В последнее время его труды регулярно печатались в журналах «Дружба народов», «Знамя», «Зарубежные записки», «Новый мир» и других изданиях.
С 1976 года входил в состав членов Союза писателей СССР и являлся членом Союза писателей Москвы и Русского ПЕН-Центра. Автор одиннадцати книг стихов.

## Основные работы
- Чкония Д. С. Звук осторожный — Тбилиси: «Мерани», 1976. — 56 с.
- Чкония Д. С. Подводный камень. — М.: «Советский писатель», 1986. — 142 с.
- Чкония Д. С. Слободка. Мариуполь. Книга лирики. — М.: «Советский писатель», 1990. — 191 с. — ISBN 5-265-02197-3.
- Чкония Д. С. Перед паузой. Четвертая книга стихов. — М.: Тип. «Новости», 1997. — 95 с. — ISBN 5-88149-018-5.
- Чкония Д. С. Медленные холмы. Стихотворения. — М.: «Новый ключ», 2002. — 159 с. — ISBN 5-7082-0200-9.
- Чкония Д. С. Чужие города. Стихотворения. — М.: «Кругъ», 2005. — 75 с. — ISBN 5-7396-0077-4.
- Чкония Д. С. Элайя. Книга стихов. — М.: «Кругъ», 2009. — 88 с. — ISBN 978-5-7396-0148-3.
- Чкония Д. С. Я стою посредине Европы. Избранные стихотворения. — С.-Пб.: «Алетейя», 2007. — 286 с. — ISBN 978-5-903354-16-0.
- Чкония Д. С. Экскурсовод, или Писатель играет джаз. Короткая проза, стихи разных лет. — М.: «Кругъ», 2012. — 227 с. — ISBN 978-5-7396-0227-5.
- Чкония Д. С. Стихия и пловец. Другие стихи, 2013—2015. — М.: «Время», 2016. — 191 с. — ISBN 978-5-9691-1421-0.

Переводы
- Квитаишвили Э. Д. Город птиц. Стихи. Пер. с груз. Д. С. Чкония. — Тбилиси: «Мерани», 1978. — 47 с.
- Петриашвили Г. Сны о птицах. Стихи. Пер. с груз. Д. С. Чкония. — М.: «Советский писатель», 1988. — 142 с. — ISBN 5-265-00052-5.
- Одишария Г. Из неотправленных писем. Стихи, маленькие поэмы. Пер. с груз. Д. С. Чкония. — М.: «Советский писатель», 1991. — 189 с. — ISBN 5-265-01985-5.

## Награды и премии
- 2006 — специальный приз 2-го Международного фестиваля русскоязычного зарубежья имени А. П. Чехова в Греции (Афины),
- 2011 — специальный диплом «Русской премии»,
- 2014 — лауреат поэтического марафона «Сокровенные свирели» («45-я параллель»),
- 2015 — лауреат премии имени В. Сирина (Набокова),
- 2015 — лауреат «Русской премии», за книгу стихов «Стихия и пловец».